# 체코 의회

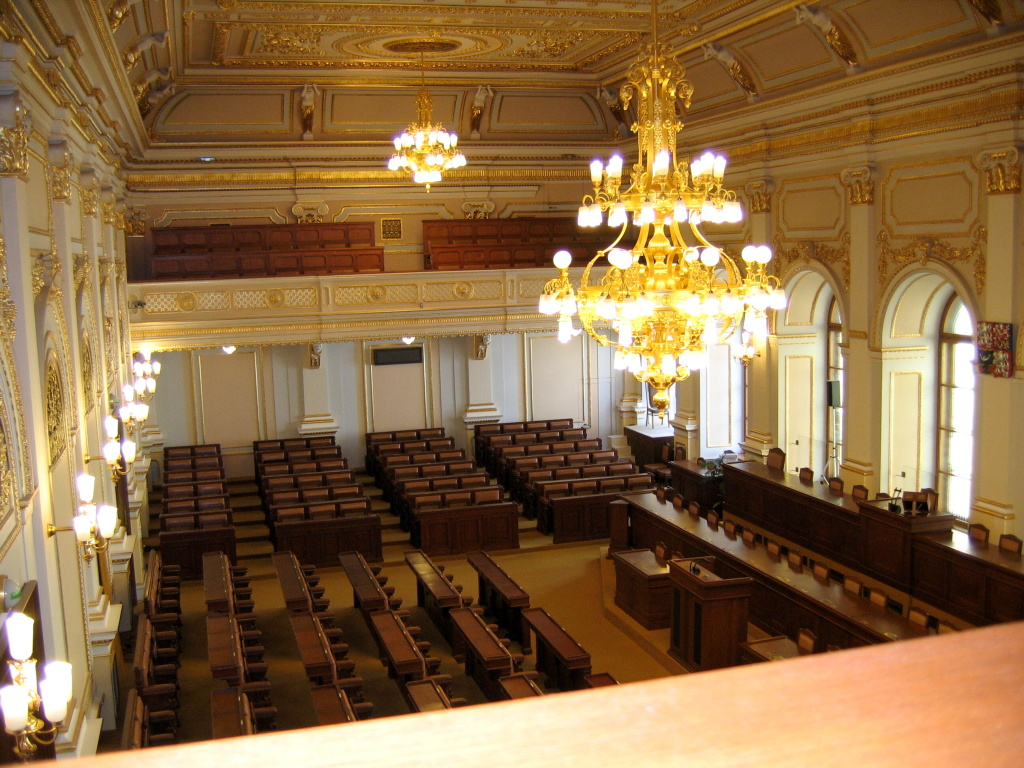

체코 의회(체코어: Parlament)는 체코의 입법부이다. 양원제로, 모두 직접 선거로 선출된다. 체코 하원에 해당하는 대의원과 체코 상원에 해당하는 원로원으로 나뉘어 있으며, 대의원은 원로원에 비해 우월적 권한을 가지고 있다.

## 같이 보기
- 체코 상원
- 체코 하원